# Eberhard Isbrand Ides
Eberhard Isbrand Ides (1657 – 1708) var en dansk rejsende og diplomat. I 1692 rejste han til Kina som en russisk ambassadør, han vendte tilbage i 1694.
Han var en af de vigtigste tidlige europæere til at beskrive Gobi-ørkenen. Hans beretning dukkede op i en fransk oversættelse, sammen med et værk af Cornelis de Bruijn, i Voyage de Corneille Le Brun par la Moscovie, da Persien, et aux Indes Orientales (6 dele i 2 bind), som blev offentliggjort i Amsterdam i 1718.